# Hideki Sahara
Hideki Sahara (佐原 秀樹 Sahara Hideki?), född 15 mars 1978 i Kanagawa prefektur, är en japansk före detta fotbollsspelare.
Sahara började sin karriär 1997 i Kawasaki Frontale. 2008–2009 blev han utlånad till FC Tokyo. Med FC Tokyo vann han japanska ligacupen 2009. Han gick tillbaka till Kawasaki Frontale 2010. Han avslutade karriären 2010.